# Dane, Loška dolina
Dane este o localitate din comuna Loška dolina, Slovenia, cu o populație de 111 locuitori.